# Hemieuxoa trifurcata
Hemieuxoa trifurcata là một loài bướm đêm trong họ Noctuidae.